# Antonio Loschi
Antonio Loschi (Vicenza, 1368 circa – Vicenza, tra giugno e settembre 1441) è stato un umanista italiano, esponente dell'umanesimo lombardo e noto per la sua querelle con il cancelliere Coluccio Salutati.

## Biografia

### Origini e formazione
Antonio Loschi apparteneva ad un'importante famiglia vicentina, alleata con gli Scaligeri di Verona, in quel momento signori di Vicenza. Allievo, tra il 1379 e il 1382, di Giovanni Conversini, il Loschi entrò poi in contatto, durante un soggiorno a Firenze del 1386, con il potente cancelliere della Repubblica Coluccio Salutati. Loschi strinse un forte legame con il Salutati, tanto che apparì nel De varietate fortunae dell'umanista fiorentino come protagonista. Offrì formazione ad Angela Nogarola. Seguendo la tradizione famigliare, il giovane umanista entrò al servizio prima dell'arcivescovo di Milano Pietro Filargis (futuro antipapa Alessandro V) nel 1391, per poi diventare collaboratore del signore di Milano Gian Galeazzo Visconti - che era subentrato agli Scaligeri nel dominio di Vicenza - in qualità di aiutante del cancelliere ducale Pasquino Capelli. Tale ascesa fu dovuta soprattutto alla sua eccellente formazione culturale, dovuta ai contatti con i principali esponenti della cultura umanistica dell'epoca, e alla già nutrita produzione letteraria: la tragedia Achilles del 1390 e l'Inquisitio artis in orationibus Ciceronis, vale a dire un commentario di alcune orazioni ciceroniane elaborate a Pavia nel 1395. 

### L'apice della carriera (1398-1404)

#### L'Invectiva in Florentinose lo scontro con Salutati
In seguito alla caduta in disgrazia del Capelli nel 1398, Antonio Loschi fu nominato segretario del duca di Milano nel 1398, carica che manterrà fino al 1404. Assunta la nuova carica, il Loschi usò la già pubblicata Invectiva in Florentinos (1397) come arma politica contro Firenze, impegnata con Milano in una lunga guerra. Usando le armi della dialettica, Loschi cercò di contrastare l'ideologia della florentina libertas dichiarandone la falsità, a causa dell'alleanza di Firenze con città “tiranne” come Ferrara, Mantova e il regno di Francia. Loschi si concentra sull'alleanza tra Firenze e la potenza straniera, alleanza che avrebbe portato l'Italia sotto il controllo del Paese transalpino in cambio dell'appoggio a Firenze. In base a questo tradimento, Firenze non può essere la legittima erede della Repubblica Romana, come invece sosteneva il Salutati nella sua produzione politica.

### Gli anni seguenti

#### Da Milano a Venezia ed a Roma
Dopo la dedizione di Vicenza alla Repubblica di Venezia nel 1404, Loschi abbandonò i suoi incarichi alla corte di Milano per entrare al servizio della Serenissima. Quando, però, il vecchio amico Pietro Filargis fu eletto, da parte del Concilio di Pisa del 1409, come nuovo pontefice col nome di Alessandro V, il Loschi si affiancò al nuovo pontefice in qualità di scrittore delle lettere apostoliche. Mantenne tale incarico anche sotto il successore Giovanni XXIII e, quando questi nel concilio di Costanza fuggì dalla città svizzera nel tentativo di esautorare il concilio stesso, l'umanista vicentino ne prese le distanze. Grazie a questo cambio di posizione, egli poté mantenere il suo prestigio in Curia, venendo riconfermato nel suo incarico da Martino V (1417-1431), il pontefice eletto dai membri del concilio.